# Julie Villers
Julie Villers est une comédienne et humoriste belge née le 11 janvier 1982 à Bruxelles (Belgique).

## Biographie
Née à Bruxelles, Julie Villers suit des cours au lycée Berlaymont à Waterloo et au Lycée français de Bruxelles puis à la Haute École Léonard de Vinci à Louvain-la-Neuve où elle achève des études pour devenir professeur de français et d'histoire,. Dans le même temps, elle entre à l’Académie Mouvement de Waterloo où elle présente différentes créations. Passionnée par le théâtre, la jeune femme est admise au Cours Florent en 2005. Elle participe à plusieurs pièces de théâtre telles Exemple du stérile poisson gris d’Ivan Viripaev, L'Alouette de Jean Anouilh et Ça n’arrive qu’aux mortels d’Emma Barcaroli,.
En 2007, elle incarne un rôle dans la création de Virginie Caloone Amours de fous jouée à Paris pour la saison 2007/2008 au théâtre de Nesle puis reprise au théâtre Pixel. Sous la direction d’Antonia Malinova, Julie Villers interprète Stabat Mater Furiosa de Jean-Pierre Siméon en juin 2008. Avec la Compagnie Acthéâtre, la comédienne œuvre dans le cadre d’interventions et de stages pour différentes structures sociales et professionnelles.
En 2009, elle écrit une pièce, puis son premier one-woman-show : Pommée(s). Coécrit par Virginie Guedj-Bellaïche, la comédienne se met en scène,. Elle se produit dans des scènes ouvertes à Paris et en Belgique pour une production bruxelloise : Kings Of Comedy. Celle-ci est un collectif de jeunes comiques belges au sein duquel elle présente des extraits de son spectacle à Bruxelles. En 2009, elle joue dans le film de Danièle Thompson, Le code a changé.
Elle est finaliste de L’Humour en capitales 2011. En avril 2012, elle est à l'affiche du festival Drôle mais belges à Paris et elle en fait la promotion le 2 avril 2012 dans La Matinale de Canal+,. Elle participe également au Festival international d'expression artistique libre et désordonné, au Festival Humour Rire en Seine et au Brussels Comedy Festival.
Elle écrit en 2012 un deuxième spectacle en collaboration avec Stéphane Russel et mis en scène par Jean-Lou de Tapia : La quête du crâne,. D'octobre 2012 à mai 2013, Julie Villers est à l'affiche de Les Wanted aux côtés de Marie Lanchas, Carole Guisnel et La Bajon au théâtre du Point-Virgule. Elle est seule en scène dans Julie Villers est folle, son deuxième one-woman-show. Coécrit et mit en scène par Clair Jaz, ce spectacle a lieu à Comédie Contrescarpe et au théâtre du Point-Virgule.
Le 30 novembre 2013 elle est lauréate (prix du public) du concours Jeunes Talents du Rire au Théâtre André Malraux de la ville de Gagny. Du 5 novembre 2013 au 25 mars 2014, elle est à l'affiche du théâtre Montmartre-Galabru dans Je buterais bien ma mère un dimanche. Écrit par Antoine Schoumsky et Julie Villers, ce spectacle est mis en scène par Johanna Boyé,. Elle tourne avec ce spectacle pendant plusieurs années en France, en Belgique et en Suisse,.
En 2016, elle apparaît dans Cézanne et moi, un autre film de Danièle Thompson. L'année suivante, Céline Groussard, Élodie Poux et Julie Villers créent le spectacle Dommages dans une mise en scène de Michel Frenna. Julie Villers alterne les représentations de Je buterais bien ma mère un dimanche et de Dommages par la suite,,.
Elle crée en 2020 le spectacle Exquise, tonique et digestive qui tourne plusieurs années,.
Elle collabore en tant que chroniqueuses sur Rire et Chansons.

## Émissions de télévision
- 2011 - 2013 : On n'demande qu'à en rire, France 2
- 2012 : La Matinale, Canal+ : Miss météo
- 2013 : Les Rézolveurs (pilote) d'Emma Thamie

### On n'demande qu'à en rire
Comme Florent Peyre, elle écrit ses sketchs avec Clair Jaz. Elle se fait connaître du grand public français à partir de la troisième saison de l'émission, l'humoriste se fait buzzer lors de son premier passage. Le public réclame de voter, trouvant ce buzz inapproprié. Cette séquence est visionnée de multiples fois sur internet. Les mois qui suivent voient le départ de plusieurs comiques féminines, dont Constance. L'émission désirant accroître le nombre de femmes pensionnaires, Julie Villers est retenue pour un second passage en direct et recueille un 13/20 de la part des téléspectateurs. Julie Villers obtient les faveurs du jury grâce à son troisième sketch : Faire la promo d'un film dont on a honte. Le 2 avril 2013, elle est éliminée lors d'une émission habituelle avec 46 points au lieu des 60 requis.
Son record personnel est de 81/100.